# Bhoot (film)
Pour les articles homonymes, voir Bhoot.
Série
Bhoot Returns
(2012)
Pour plus de détails, voir Fiche technique et Distribution.
Bhoot (भूत) est un film d'horreur indien, réalisé par Ram Gopal Varma, sorti en 2003.

## Synopsis
Vishal (Ajay Devgan) et Swati (Urmila Matondkar), un jeune couple, s'installe dans un confortable duplex au sommet d'une tour. Soucieux de ne pas heurter la sensibilité de sa femme, Vishal, préfère ne pas lui parler des sombres histoires lieu, et notamment du décès de la locataire précédente, morte en tombant du balcon… Un jour, seule chez elle, la jeune femme est en proie à d'étranges apparitions…

## Fiche technique
Sauf indication contraire, les informations mentionnées dans cette section peuvent être confirmées par la base de données cinématographiques IMDb,  présente dans la section « Liens externes ».
- Titre : Bhoot
- Titre original : भूत
- Réalisation : Ram Gopal Varma
- Scénario : Lalit Marathe, Sameer Sharma
- Direction artistique : Priya Raghunath
- Décors : Priya Suhas
- Costumes : Shaheed Amir, Arjun Khanna, Raghuveer Shetty
- Photographie : Vishal Sinha
- Montage : Shimit Amin
- Musique : Salim Merchant, Sulaiman Merchant
- Production : Nitin Manmohan, Suman Varma, R.R. Venkat Rao
- Sociétés de production : Dream Merchants Enterprise, Varma Corporation
- Société de distribution : Bodega Films
- Société d'effets spéciaux : Prime Focus
- Pays d'origine :  Inde
- Langue : Hindi
- Format : Couleurs - 2,35:1 - Stereo - 35 mm
- Genre : Horreur, fantastique et thriller
- Durée : 113 minutes (1 h 53)
- Dates de sorties en salles : 
  -  France : 17 mai 2003
  -  Inde : 30 mai 2003

## Distribution
- Ajay Devgan : Vishal
- Urmila Matondkar : Swati
- Nana Patekar : inspecteur Liyaqat Qureshi
- Rekha : Sarita
- Fardeen Khan : Sanjay Thakkar
- Victor Banerjee : Dr Rajan
- Tanuja : Mme Khosla
- Seema Biswas : Bai
- Amar Talwar : Thakker
- Barkha Madan : Manjeet Khosla
- Sabir Masani : le gardien
- Rajendra Sethi : Patil
- Lalit Marathe : Dr Shyam
- Peeya Rai Chowdhary : Peeya
- Rekha Kamat : la vieille femme
- Master Akshit : le fils de Manjeet

## Autour du film
(mai 2016).
- Le tournage s'est déroulé aux studios Filmistan et Natraj, à Mumbai, en Inde.
- Un remake en tamoul, Shock, fut réalisé par B. Thyagarajan en 2004.
- Le réalisateur Ram Gopal Varma est déjà l'auteur de deux autres films de fantômes, Raat (1992) et Deyyam (1996). Une suite, Bhoot Returns du même réalisateur mais avec une distribution différente, sort en 2012. Il ne connaît pas le même succès que le premier opus.
- Urmila Matondkar a tourné plus d'une dizaine de films sous la direction du cinéaste, parmi lesquels Rangeela (1995), Daud: Fun on the Run (1997), Satya (1998), Kaun, Mast (1999) et Jungle (2000). Quant à Ajay Devgan, il venait de tourner dans Company (2002), le précédent film du réalisateur.
- Le film fut projeté en France le 29 octobre 2005 dans le cadre de L'Étrange Festival.

## Anecdote
En 2003, un résident de New Delhi, en Inde, a été retrouvé mort sur son siège après avoir regardé Fantômes (Bhoot). Ironiquement, le réalisateur avertit au début du générique que le film est à voir à ses risques et périls... Le personnel chargé de l'entretien de la salle de cinéma a découvert le corps d'un homme, inanimé et sans aucune trace de blessures, toujours sur son siège après la dernière représentation de la journée du film. Il ne portait aucune pièce d'identité et, dans les jours qui suivirent, personne n'a réclamé le corps. La cause exacte de la mort n'est pas connue, mais il se pourrait bien que l'homme, âgé d'une cinquantaine d'années, soit mort de peur.

## Distinctions
| Date              | Distinction                 | Catégorie                          | Nom                               | Résultat   |
| ----------------- | --------------------------- | ---------------------------------- | --------------------------------- | ---------- |
| 20 février 2004   | Filmfare Awards             | Meilleure actrice - critiques      | Urmila Matondkar                  | Lauréat    |
| 20 février 2004   | Filmfare Awards             | Meilleur montage                   | Shimit Amin                       | Lauréat    |
| 20 février 2004   | Filmfare Awards             | Meilleur son                       | Dwarak Warrier                    | Lauréat    |
| 20 février 2004   | Filmfare Awards             | Meilleur réalisateur               | Ram Gopal Varma                   | Nomination |
| 20 février 2004   | Filmfare Awards             | Meilleure actrice                  | Urmila Matondkar                  | Nomination |
| 26 février 2004   | Zee Cine Awards             | Meilleure actrice                  | Urmila Matondkar                  | Lauréat    |
| 26 février 2004   | Zee Cine Awards             | Meilleur montage                   | Shimit Amin                       | Lauréat    |
| 26 février 2004   | Zee Cine Awards             | Meilleur son                       | Dwarak Warrier                    | Lauréat    |
| 26 février 2004   | Zee Cine Awards             | Meilleur réalisateur               | Ram Gopal Varma                   | Nomination |
| 26 février 2004   | Zee Cine Awards             | Meilleur réenregistrement          | Leslie Fernandes                  | Nomination |
| 26 février 2004   | Zee Cine Awards             | Meilleurs effets spéciaux          | Bhoot                             | Nomination |
| 26 février 2004   | Zee Cine Awards             | Meilleure musique d'accompagnement | Salim Merchant, Sulaiman Merchant | Nomination |
| 20 au 22 mai 2004 | IIFA Awards                 | Meilleure actrice                  | Urmila Matondkar                  | Nomination |
| 24 mai 2004       | Producers Guild Film Awards | Meilleure actrice                  | Urmila Matondkar                  | Lauréat    |